# تي بلازميد

البناء التركيبي للتي بلازميد

تُعَرَّفُ تي بلازميد (بالإنجليزية:  Ti plasmid)‏ على أنها بلازميدٍ دائريٍ غالباً وليس دائماً ما يكون جزءً من آلةٍ أو مُعِدَّةٍ وراثيةٍ تستخدمها الأجرعية المورمة (بالإنجليزية: Agrobacterium tumefaciens)‏ وAgrobacterium rhizogenes لتحويل مادتها الوراثية لأى النباتات. إلا أن التي بلازميد يُفْقَدُ عندما تنمو الاجرعية (بالإنجليزية:  Agrobacterium)‏فوق درجة حرارة 28 درجةً مئويةً. إلا أنه يجب ملاحظة أن مثل تلك البكتريا المعالَجَة لا تحث أو تستميل أورام الصفراوات المتوجة، وللتوضيح فهي تصبح غير سامةٍ. هذا وتتشارك كلٌ من pTi و pRi في تناغمٍ ضعيف التسلسل إلا أنهما بدلاً من ذلك متشابهان وظيفياً. ويُصَنَفُ التي بلازميد إلى أنواعٍ مختلفةٍ فرعيةٍ مبنية على نوع الأوبين (بالإنجليزية: opine)‏ الذي تنتجه جيناتها. وتتمثل الأوبينات المختلفة والتي تحددها pTi في أوكتوبين، نوبالين، سكسينموبين، ولوسينوبين.
وللبلازميد 196 جيناتٍ (مورثاتٍ) والتي تمثل شفرة 195 من البروتينات. إلا أنه لا يوجد له أي حمض ريبي نووي RNA. ويصل طول البلازميد إلى 206,479 نوكليوتيدات، في حين يصل محتوى الجانين-سيتوزين (بالإنجليزية: guanine-cytosine content)‏ إلى 56% و81% من المادة هو عبارة عن جينات مشفرة. كما أنه لا يوجد أي جيناتٍ زائفةٍ (بالإنجليزية: pseudogenes)‏.

## منطقة الضراوة
تجتمع الجينات في منطقة الضراوة داخل منطقة مشاغل  virABCDEFG  والتي تُسَفِّر مثل تلك الإنزيمات المسؤولة عن مسألة التحول التوسطي للـ T-DNA إلى الخلايا النباتية.
- يُسَفِّرُ virA المستقبل والذي يتفاعل في وجود مركبات متعدد الفينول مثل acetosyringone، [2] syringealdehyde أو acetovanillone [3] والتي تتشرب من أنسجة النبات التالفة.[4]
- تشفر  virB  البروتينات التي تنتج الهياكل والتركيبات المسامية/ المحببة الشكل.[2]
- تربط  virC  التسلسل السريع.[2]
- يُنتج كلٌ من  virD1 و virD2 الإندوكليوسات والتي تستهدف حدود التكرار المباشر لقطعة أو جزئية T-DNA، [2] بدءً من الحد الأيمن.[4]
- يُنَشِّط virG من استخلاص جين الفيروس (بالإنجليزية:  vir-gene)‏ بعد الارتباط بالتسلسل التوافقي،[2] وذلك بمجرد فسفرته بواسطة virA.[4]

## وصلات خارجية
- الخريطة الجينية للتي بلازميد